# 福島県立会津総合病院
福島県立会津総合病院（ふくしまけんりつあいづそうごうびょういん）は、かつて福島県会津若松市に存在した医療機関。
福島県立病院事業の設置等に関する条例（昭和41年12月22日条例第77号）により設置された県立の病院である。会津地方におけるへき地医療支援、感染症医療などを担っていた。病院改革プランでは、福島県立会津総合病院と福島県立喜多方病院の統合が決定し、2013年5月に福島県立医科大学の附属病院で福島県立医科大学会津医療センターが開院した。それに伴い当院は2013年5月12日に閉院した。。

## 沿革
- 1953年6月1日 - 厚生省より国立若松病院の移譲を受けた福島県が福島県立若松病院を開設。
- 1957年4月1日 - 福島県立若松精神病院、会津療養所を統合。
- 1957年6月 - 総合病院の承認を受ける。
- 1959年4月1日 - 福島県立会津若松総合病院と改称。
- 1965年7月20日 - 救急告示病院の指定を受ける。
- 1973年4月1日 - 福島県立会津総合病院と改称。
- 2013年5月12日 - 会津医療センターへの移管に伴い閉院。

## 診療科
- 内科
- 漢方内科
- 循環器科
- 呼吸器科
- 消化器科
- 神経内科
- 血液内科
- 神経精神科
- 外科
- 整形外科
- 麻酔科
- 泌尿器科
- 眼科
- 皮膚科
- 産婦人科（産科は休診）
- 耳鼻咽喉科
- リハビリテーション科
- 歯科

## 医療機関の指定等
- 保険医療機関
- 救急告示医療機関
- 労災保険指定医療機関
- 指定自立支援医療機関（更生医療・育成医療・精神通院医療）
- 身体障害者福祉法指定医の配置されている医療機関
- 精神保健及び精神障害者福祉に関する法律（昭和25年法律第123号）に基づく指定病院又は応急入院指定病院
- 精神保健指定医の配置されている医療機関
- 生活保護法指定医療機関
- 結核指定医療機関
- 戦傷病者特別援護法指定医療機関
- 原子爆弾被害者医療指定医療機関
- 原子爆弾被害者一般疾病医療取扱医療機関
- 第二種感染症指定医療機関
- 公害医療機関
- 臨床研修指定病院
- エイズ治療拠点病院
- 特定疾患治療研究事業委託医療機関
- DPC対象病院
- 小児慢性特定疾患治療研究事業委託医療機関

## 医療廃棄物問題
旧会津総合病院敷地の地中からは2005年と2016年に埋設されたとみられる医療廃棄物が発見されており土壌調査などが検討されている。